# Вінаго сіролобий
Вінаго сіролобий (Treron affinis) — вид голубоподібних птахів родини голубових (Columbidae). Ендемік Індії. Раніше вважався конспецифічним з вінаго-помпадуром.

## Опис

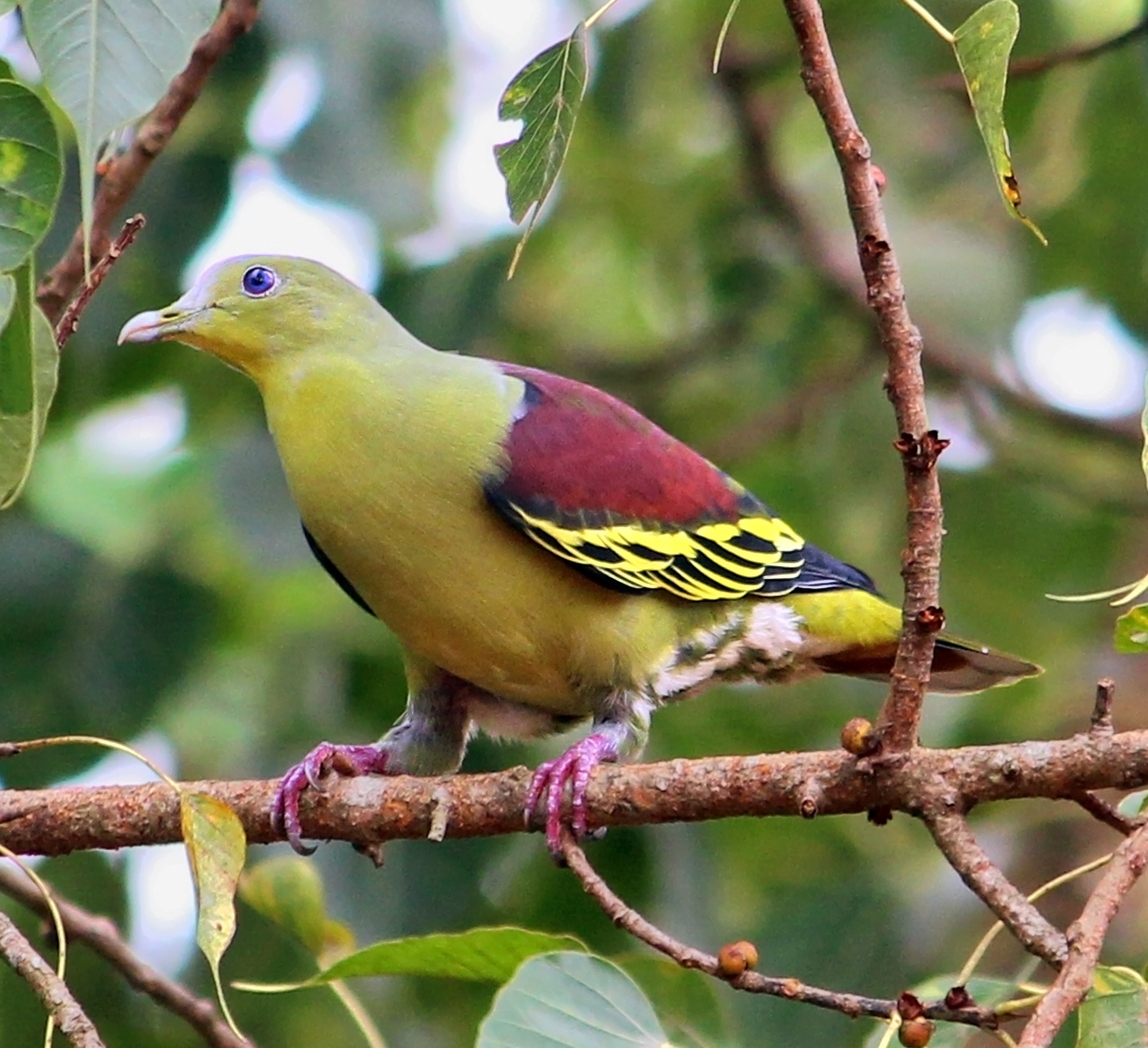
Самець сіролобого вінаго

Довжина птаха становить 26 см. Виду притаманний статевий диморфізм. У самців лоб, тім'я і потилиця сірі, обличчя має оливковий відтінок. Задня частина шиї темно-оливкова, верхня частина тіла яскраво-бордова. Покривні пера крил темно-оливкові або чорні з жовтими краями. Махові пера чорні з вузькими жовтими або білими краями. Нижня частина спини темно-оливкова, верхні покривні пер хвоста дещо світліші, оливкові або сірі. На стернових перах є світло-сіра смуга. Підборіддя і горло жовто-зелені, груди і живіт тьмяно-сіро-зелені, стернога сіро-зелені, пера на них мають широкі жовті края. Гузка кремово-коричнева. Стернові пера знизу чорні з широкою сірою смугою. Райдужки рожеві з блакитнуватими кільцями. Навколо очей вузькі сині кільця. Восковиця і основа дзьоба зеленувато-сірі, кінець дзьоба синювато-роговий. Лапи червонувато-рогові. У самиць спина і верхні покривні пера крил сіро-зелені. Нижні покривні пера хвоста світло-охристі з темними, сіро-зеленими стрижнями.

## Поширення і екологія
Сіролобі вінаго мешкають в Західних Гатах і горах Нілґірі на південному заході Індії. Вони живуть у вологих тропічних лісах. Зустрічаються невеликими зграйками до 12 птахів, на висоті до 1500 м над рівнем моря. Живляться плодами. Гніздо являє собою невелику платформу з гілочок. В кладці 2 білих яйця, інкубаційний період триває 12-14 днів.